# Hipertelorisme
L'hipertelorisme és una distància anormalment augmentada entre dos òrgans o parts corporals, generalment referida a una distància augmentada entre les òrbites (ulls) o l'hipertelorisme orbital. En aquesta condició, la distància entre les cantonades interiors i la distància entre les pupil·les és més gran del normal. No s'ha de confondre l'hipertelorisme amb el telecant, anomalia en la que la distància entre les cantonades interiors dels ulls s'incrementa, pero les distàncies entre les cantonades exteriors dels ulls i les pupil·les romanen inalterades.
L'hipertelorisme és un símptoma present en diversos síndromes de naturalesa congènita, incloent la síndrome d’Edwards (trisomia 18), la síndrome de microduplicació 1q21.1, la síndrome del nevus de cèl·lules basals, la síndrome de Di George i la síndrome de Loeys-Dietz. L'hipertelorisme també es pot observar en la síndrome d’Apert, la displàsia craniofrontonasal, la síndrome de Noonan, la neurofibromatosi tipus I, la síndrome LEOPARD, la síndrome de Crouzon, la síndrome de Pai, la síndrome de Wolf-Hirschhorn, la síndrome d’Andersen-Tawil, la síndrome de Waardenburg, la síndrome de Pfeiffer, la síndrome del miol de gat i l'hipotiroïdisme congènit; juntament amb piebaldisme, terç interior de les celles prominent, sordesa, iris de diferent color, displàsia espondiloepifisària i mucopolisacaridosis (trastorns del metabolisme dels mucopolisacàrids, com ara la síndrome de Morquio i la síndrome de Hurler). S'han trobat alguns enllaços entre hipertelorisme i trastorn per dèficit d'atenció amb hiperactivitat. Rares vegades, l'origen de l'hipertelorisme és un traumatisme facial amb fractures orbitàries.
Quan el defecte és greu i causa un gran perjudici estètic o impedeix la visió binocular pot estar indicada la cirurgia reconstructiva.